# Romario Ibarra
Romario Andrés Ibarra Mina (Atuntaqui, Ecuador; 24 de septiembre de 1994) es un futbolista ecuatoriano. Juega de mediocampista ofensivo en el Vinotinto Ecuador de la Serie A de Ecuador.

## Selección nacional
El 25 de septiembre fue convocado por Jorge Célico para jugar los partidos ante Chile y Argentina correspondiente a la última jornada de las eliminatorias para Rusia 2018, en el que marcó sus primeros dos goles. El 14 de noviembre de 2022 fue incluido en la lista final para la Copa Mundial Catar 2022.

### Participaciones en Copas Mundiales
| Mundial              | Sede  | Resultado      | Partidos | Goles |
| -------------------- | ----- | -------------- | -------- | ----- |
| Copa Mundial de 2022 | Catar | Fase de grupos | 2        | 0     |

### Participaciones en eliminatorias
| Eliminatorias      | Sede            | Resultado   | Partidos | Goles |
| ------------------ | --------------- | ----------- | -------- | ----- |
| Eliminatorias 2018 | América del Sur | Eliminado   | 2        | 2     |
| Eliminatorias 2022 | América del Sur | Clasificado | 4        | 0     |

### Participaciones en Copas América
| Copa              | Sede   | Resultado      | Partidos | Goles |
| ----------------- | ------ | -------------- | -------- | ----- |
| Copa América 2019 | Brasil | Fase de grupos | 3        | 0     |

### Partidos internacionales
Actualizado al último partido disputado el 25 de noviembre de 2022.
| \| N.° \| Fecha \| Ciudad \| Rival \| Resultado \| Resultado \| Competencia \| \| --- \| ------------------------ \| ---------------- \| ----------------- \| --------- \| --------- \| ----------------------------------- \| \| 1. \| 5 de octubre de 2017 \| Santiago \| Chile \| 1-2 \| Derrota \| Eliminatorias al Mundial Rusia 2018 \| \| 2. \| 10 de octubre de 2017 \| Quito \| Argentina \| 1-3 \| Derrota \| Eliminatorias al Mundial Rusia 2018 \| \| 3. \| 7 de septiembre de 2018 \| Harrison \| Jamaica \| 2-0 \| Victoria \| Amistoso \| \| 4. \| 11 de septiembre de 2018 \| Bridgeview \| Guatemala \| 2-0 \| Victoria \| Amistoso \| \| 5. \| 20 de noviembre de 2018 \| Ciudad de Panamá \| Panamá \| 2-1 \| Victoria \| Amistoso \| \| 6. \| 21 de marzo de 2019 \| Orlando \| Estados Unidos \| 0-1 \| Derrota \| Amistoso \| \| 7. \| 26 de marzo de 2019 \| Harrison \| Honduras \| 0-0 \| Empate \| Amistoso \| \| 8. \| 1 de junio de 2019 \| Miami Gardens \| Venezuela \| 1-1 \| Empate \| Amistoso \| \| 9. \| 9 de junio de 2019 \| Arlington \| México \| 2-3 \| Derrota \| Amistoso \| \| 10. \| 16 de junio de 2019 \| Belo Horizonte \| Uruguay \| 0-4 \| Derrota \| Copa América 2019 \| \| 11. \| 21 de junio de 2019 \| Salvador \| Chile \| 1-2 \| Derrota \| Copa América 2019 \| \| 12. \| 24 de junio de 2019 \| Belo Horizonte \| Japón \| 1-1 \| Empate \| Copa América 2019 \| \| 13. \| 5 de septiembre de 2019 \| Harrison \| Perú \| 1-0 \| Victoria \| Amistoso \| \| 14. \| 10 de septiembre de 2019 \| Cuenca \| Bolivia \| 3-0 \| Victoria \| Amistoso \| \| 15. \| 14 de noviembre de 2019 \| Portoviejo \| Trinidad y Tobago \| 3-0 \| Victoria \| Amistoso \| \| 16. \| 19 de noviembre de 2019 \| Harrison \| Colombia \| 0-1 \| Derrota \| Amistoso \| \| 17. \| 8 de octubre de 2020 \| Buenos Aires \| Argentina \| 0-1 \| Derrota \| Eliminatorias al Mundial Catar 2022 \| \| 18. \| 13 de octubre de 2020 \| Quito \| Uruguay \| 4-2 \| Victoria \| Eliminatorias al Mundial Catar 2022 \| \| 19. \| 24 de marzo de 2022 \| Ciudad del Este \| Paraguay \| 1-3 \| Derrota \| Eliminatorias al Mundial Catar 2022 \| \| 20. \| 29 de marzo de 2022 \| Guayaquil \| Argentina \| 1-1 \| Empate \| Eliminatorias al Mundial Catar 2022 \| \| 21. \| 5 de junio de 2022 \| Chicago \| México \| 0-0 \| Empate \| Amistoso \| \| 22. \| 11 de junio de 2022 \| Fort Lauderdale \| Cabo Verde \| 1-0 \| Victoria \| Amistoso \| \| 23. \| 23 de septiembre de 2022 \| Murcia \| Arabia Saudita \| 0-0 \| Empate \| Amistoso \| \| 24. \| 27 de septiembre de 2022 \| Düsseldorf \| Japón \| 0-0 \| Empate \| Amistoso \| \| 25. \| 12 de noviembre de 2022 \| Madrid \| Irak \| 0-0 \| Empate \| Amistoso \| \| 26. \| 20 de noviembre de 2022 \| Jor \| Catar \| 2-0 \| Victoria \| Mundial Catar 2022 \| \| 27. \| 25 de noviembre de 2022 \| Rayán \| Países Bajos \| 1-1 \| Empate \| Mundial Catar 2022 \| |                          |                  |                   |           |           |                                     |
| N.° | Fecha                    | Ciudad           | Rival             | Resultado | Resultado | Competencia                         |
| 1. | 5 de octubre de 2017     | Santiago         | Chile             | 1-2       | Derrota   | Eliminatorias al Mundial Rusia 2018 |
| 2. | 10 de octubre de 2017    | Quito            | Argentina         | 1-3       | Derrota   | Eliminatorias al Mundial Rusia 2018 |
| 3. | 7 de septiembre de 2018  | Harrison         | Jamaica           | 2-0       | Victoria  | Amistoso                            |
| 4. | 11 de septiembre de 2018 | Bridgeview       | Guatemala         | 2-0       | Victoria  | Amistoso                            |
| 5. | 20 de noviembre de 2018  | Ciudad de Panamá | Panamá            | 2-1       | Victoria  | Amistoso                            |
| 6. | 21 de marzo de 2019      | Orlando          | Estados Unidos    | 0-1       | Derrota   | Amistoso                            |
| 7. | 26 de marzo de 2019      | Harrison         | Honduras          | 0-0       | Empate    | Amistoso                            |
| 8. | 1 de junio de 2019       | Miami Gardens    | Venezuela         | 1-1       | Empate    | Amistoso                            |
| 9. | 9 de junio de 2019       | Arlington        | México            | 2-3       | Derrota   | Amistoso                            |
| 10. | 16 de junio de 2019      | Belo Horizonte   | Uruguay           | 0-4       | Derrota   | Copa América 2019                   |
| 11. | 21 de junio de 2019      | Salvador         | Chile             | 1-2       | Derrota   | Copa América 2019                   |
| 12. | 24 de junio de 2019      | Belo Horizonte   | Japón             | 1-1       | Empate    | Copa América 2019                   |
| 13. | 5 de septiembre de 2019  | Harrison         | Perú              | 1-0       | Victoria  | Amistoso                            |
| 14. | 10 de septiembre de 2019 | Cuenca           | Bolivia           | 3-0       | Victoria  | Amistoso                            |
| 15. | 14 de noviembre de 2019  | Portoviejo       | Trinidad y Tobago | 3-0       | Victoria  | Amistoso                            |
| 16. | 19 de noviembre de 2019  | Harrison         | Colombia          | 0-1       | Derrota   | Amistoso                            |
| 17. | 8 de octubre de 2020     | Buenos Aires     | Argentina         | 0-1       | Derrota   | Eliminatorias al Mundial Catar 2022 |
| 18. | 13 de octubre de 2020    | Quito            | Uruguay           | 4-2       | Victoria  | Eliminatorias al Mundial Catar 2022 |
| 19. | 24 de marzo de 2022      | Ciudad del Este  | Paraguay          | 1-3       | Derrota   | Eliminatorias al Mundial Catar 2022 |
| 20. | 29 de marzo de 2022      | Guayaquil        | Argentina         | 1-1       | Empate    | Eliminatorias al Mundial Catar 2022 |
| 21. | 5 de junio de 2022       | Chicago          | México            | 0-0       | Empate    | Amistoso                            |
| 22. | 11 de junio de 2022      | Fort Lauderdale  | Cabo Verde        | 1-0       | Victoria  | Amistoso                            |
| 23. | 23 de septiembre de 2022 | Murcia           | Arabia Saudita    | 0-0       | Empate    | Amistoso                            |
| 24. | 27 de septiembre de 2022 | Düsseldorf       | Japón             | 0-0       | Empate    | Amistoso                            |
| 25. | 12 de noviembre de 2022  | Madrid           | Irak              | 0-0       | Empate    | Amistoso                            |
| 26. | 20 de noviembre de 2022  | Jor              | Catar             | 2-0       | Victoria  | Mundial Catar 2022                  |
| 27. | 25 de noviembre de 2022  | Rayán            | Países Bajos      | 1-1       | Empate    | Mundial Catar 2022                  |

### Goles internacionales
| \| N.° \| Fecha \| Lugar \| Rival \| Gol \| Resultado \| Resultado \| Competición \| \| --- \| ------------------------ \| ------------------------------------------ \| --------- \| --- \| --------- \| --------- \| -------------------------- \| \| 1. \| 5 de octubre de 2017 \| Estadio Monumental, Santiago, Chile \| Chile \| 1–1 \| 1–2 \| Derrota \| Eliminatorias Mundial 2018 \| \| 2. \| 10 de octubre de 2017 \| Estadio Olímpico Atahualpa, Quito, Ecuador \| Argentina \| 1–0 \| 1–3 \| Derrota \| Eliminatorias Mundial 2018 \| \| 3. \| 11 de septiembre de 2018 \| Toyota Park, Bridgeview, Estados Unidos \| Guatemala \| 2–0 \| 2–0 \| Victoria \| Amistoso \| |                          |                                            |           |     |           |           |                            |
| N.° | Fecha                    | Lugar                                      | Rival     | Gol | Resultado | Resultado | Competición                |
| 1. | 5 de octubre de 2017     | Estadio Monumental, Santiago, Chile        | Chile     | 1–1 | 1–2       | Derrota   | Eliminatorias Mundial 2018 |
| 2. | 10 de octubre de 2017    | Estadio Olímpico Atahualpa, Quito, Ecuador | Argentina | 1–0 | 1–3       | Derrota   | Eliminatorias Mundial 2018 |
| 3. | 11 de septiembre de 2018 | Toyota Park, Bridgeview, Estados Unidos    | Guatemala | 2–0 | 2–0       | Victoria  | Amistoso                   |

## Estadísticas

### Clubes
Actualizado al último partido disputado el 18 de agosto de 2025.
| Club                                   | Div.          | Temporada     | Liga  | Liga  | Copas nacionales | Copas nacionales | Copas internacionales | Copas internacionales | Total | Total |
| Club                                   | Div.          | Temporada     | Part. | Goles | Part.            | Goles            | Part.                 | Goles                 | Part. | Goles |
| -------------------------------------- | ------------- | ------------- | ----- | ----- | ---------------- | ---------------- | --------------------- | --------------------- | ----- | ----- |
| Universidad Católica · Ecuador         | 1.ª           | 2011          | 1     | 0     | Inexistentes     | Inexistentes     | Inexistentes          | Inexistentes          | 1     | 0     |
| Universidad Católica · Ecuador         | 1.ª           | 2012          | 7     | 0     | Inexistentes     | Inexistentes     | Inexistentes          | Inexistentes          | 7     | 0     |
| Liga Deportiva Universitaria · Ecuador | 1.ª           | 2013          | 7     | 0     | Inexistentes     | Inexistentes     | Inexistentes          | Inexistentes          | 7     | 0     |
| Liga Deportiva Universitaria · Ecuador | Total club    | Total club    | 7     | 0     | 0                | 0                | 0                     | 0                     | 7     | 0     |
| Universidad Católica · Ecuador         | 1.ª           | 2014          | 34    | 4     | Inexistentes     | Inexistentes     | 0                     | 0                     | 34    | 4     |
| Universidad Católica · Ecuador         | 1.ª           | 2015          | 27    | 1     | Inexistentes     | Inexistentes     | 1                     | 0                     | 28    | 1     |
| Universidad Católica · Ecuador         | 1.ª           | 2016          | 24    | 2     | Inexistentes     | Inexistentes     | 2                     | 0                     | 26    | 2     |
| Universidad Católica · Ecuador         | 1.ª           | 2017          | 33    | 7     | Inexistentes     | Inexistentes     | 3                     | 1                     | 36    | 8     |
| Universidad Católica · Ecuador         | 1.ª           | 2018          | 13    | 1     | Inexistentes     | Inexistentes     | —                     | —                     | 13    | 1     |
| Universidad Católica · Ecuador         | Total club    | Total club    | 139   | 15    | 0                | 0                | 6                     | 1                     | 145   | 16    |
| Minnesota United Estados Unidos        | 1.ª           | 2018          | 9     | 3     | 0                | 0                | Inexistentes          | Inexistentes          | 9     | 3     |
| Minnesota United Estados Unidos        | 1.ª           | 2019          | 8     | 2     | 0                | 0                | Inexistentes          | Inexistentes          | 8     | 2     |
| Minnesota United Estados Unidos        | Total club    | Total club    | 17    | 5     | 0                | 0                | 0                     | 0                     | 17    | 5     |
| C. F. Pachuca · México                 | 1.ª           | 2019-20       | 20    | 4     | 2                | 1                | Inexistentes          | Inexistentes          | 22    | 5     |
| C. F. Pachuca · México                 | 1.ª           | 2020-21       | 19    | 2     | —                | —                | Inexistentes          | Inexistentes          | 19    | 2     |
| C. F. Pachuca · México                 | 1.ª           | 2021-22       | 32    | 4     | —                | —                | Inexistentes          | Inexistentes          | 32    | 4     |
| C. F. Pachuca · México                 | 1.ª           | 2022-23       | 17    | 5     | —                | —                | 1                     | 0                     | 18    | 5     |
| C. F. Pachuca · México                 | Total club    | Total club    | 88    | 15    | 2                | 1                | 1                     | 0                     | 91    | 16    |
| Real Oviedo · España                   | 2.ª           | 2023-24       | 7     | 0     | 0                | 0                | —                     | —                     | 7     | 0     |
| Real Oviedo · España                   | Total club    | Total club    | 7     | 0     | 0                | 0                | 0                     | 0                     | 7     | 0     |
| Independiente del Valle · Ecuador      | 1.ª           | 2024          | 14    | 1     | 3                | 0                | 4                     | 0                     | 21    | 1     |
| Independiente del Valle · Ecuador      | 1.ª           | 2025          | 7     | 0     | 0                | 0                | 0                     | 0                     | 7     | 0     |
| Independiente del Valle · Ecuador      | Total club    | Total club    | 21    | 1     | 3                | 0                | 4                     | 0                     | 28    | 1     |
| Vinotinto Ecuador · Ecuador            | 1.ª           | 2025          | 5     | 1     | 0                | 0                | —                     | —                     | 5     | 1     |
| Vinotinto Ecuador · Ecuador            | Total club    | Total club    | 5     | 1     | 0                | 0                | 0                     | 0                     | 5     | 1     |
| Total carrera                          | Total carrera | Total carrera | 284   | 37    | 5                | 1                | 11                    | 1                     | 300   | 39    |
| 1. 2.                                  |               |               |       |       |                  |                  |                       |                       |       |       |

## Palmarés

### Campeonatos nacionales
| Título                     | Club                 | Año  |
| -------------------------- | -------------------- | ---- |
| Serie B de Ecuador         | Universidad Católica | 2012 |
| Primera División de México | C. F. Pachuca        | 2022 |

## Vida personal
Es hermano menor del también futbolista ecuatoriano Renato Ibarra.